# Makdiops
Genre
Makdiops est un genre d'araignées aranéomorphes de la famille des Selenopidae.

## Distribution
Les espèces de ce genre se rencontrent en Inde et au Népal.

## Liste des espèces
Selon World Spider Catalog (version 21.5, 06/01/2021) :
- Makdiops agumbensis (Tikader, 1969)
- Makdiops mahishasura Crews & Harvey, 2011
- Makdiops montigena (Simon, 1889)
- Makdiops nilgirensis (Reimoser, 1934)
- Makdiops shevaroyensis (Gravely, 1931)
- Makdiops shiva Crews & Harvey, 2011

## Publication originale
- Crews & Harvey, 2011 : « The spider family Selenopidae (Arachnida, Araneae) in Australasia and the Oriental region. » ZooKeys, no 99, p. 1-103 (texte intégral).